# Шуринівська волость
Шуринівська волость — історична адміністративно-територіальна одиниця Богучарського повіту Воронізької губернії з центром у слободі Шуринівка.
Станом на 1880 рік складалася 35 поселень, 22 сільських громад. Населення — 6284 особи (3203 чоловічої статі та 3081 — жіночої), 951 дворове господарство.
|                     | Площа, десятин | У тому числі орної, дес. |
| ------------------- | -------------- | ------------------------ |
| Сільських громад    | 6807           | 3392                     |
| Приватної власності | 28839          | 7686                     |
| Іншої власності     | 73             | 53                       |
| Загалом             | 35719          | 10931                    |

Поселення волості на 1880 рік:
- Шуринівка — колишня власницька слобода при річці Ліва за 25 верст від повітового міста, 510 осіб, 93 двори, 2 православні церкви.
- Ново-Нікольська — колишня власницька слобода, 470 осіб, 85 дворів, православна церква, торжок.
- Осиківка — колишня власницька слобода, 64 особи, 12 дворів, православна церква.
- Плесна й Плоский — колишня власницька слобода і хутір, 163 особи, 35 дворів, православна церква, школа.
- Титарів — колишній власницький хутір при річці Ліва, 1108 осіб, 164 двори, 16 вітряних млинів.
- Федорівка — колишній власницький хутір при річці Ліва, 987 осіб, 147 дворів.

За даними 1900 року у волості налічувалось 109 поселень із переважно українським населенням, 80 будівель й установ, 1036 дворових господарств, населення становило 6703 особи (3414 чоловічої статі та 3289 — жіночої).
1915 року волосним урядником був Федір Гнатович Шибанов, старшиною — Макар Григорович Сибіркин, волосним писарем — Іван Єгорович Мокров.